# Hubert Rademacher
Karl Hubert Rademacher (* 19. April 1902 in Wickrathhahn; † 31. Januar 1969 in Mönchengladbach) war ein deutscher Architekt. Er lebte und arbeitete in Mönchengladbach, seine Bauten waren vom Stil des Neuen Bauens geprägt.

## Leben
Rademacher war seit 1934 verheiratet, in den Unterlagen sind keine Kinder belegt. Ab 1945 wohnte er im Haus Kaiserstraße 66. 1961 zog er in sein neu erbautes Haus Viersener Straße 202 mit integriertem Architekturbüro für zwei Arbeitskräfte im Kellergeschoss und drei Wohnungen um.

## Bauten und Entwürfe
- 1930: Pfarrhaus Effeld, Kapellenstraße 1, für die Kirchengemeinde Steinkirchen (Effeld)[1]
- 1934: Haus Irskens, Sittardstraße 63 für den Kaufmann und Textilfabrikanten Michael Irskens[2]
- 1935: Haus Schillerstraße 63 für die jüdische Textilfabrikantenfamilie Vogel[2]
- 1936: Haus Schillerstraße 61 für Familie Schiffer
- 1961: Wohn- und Geschäftshaus Viersener Straße 202

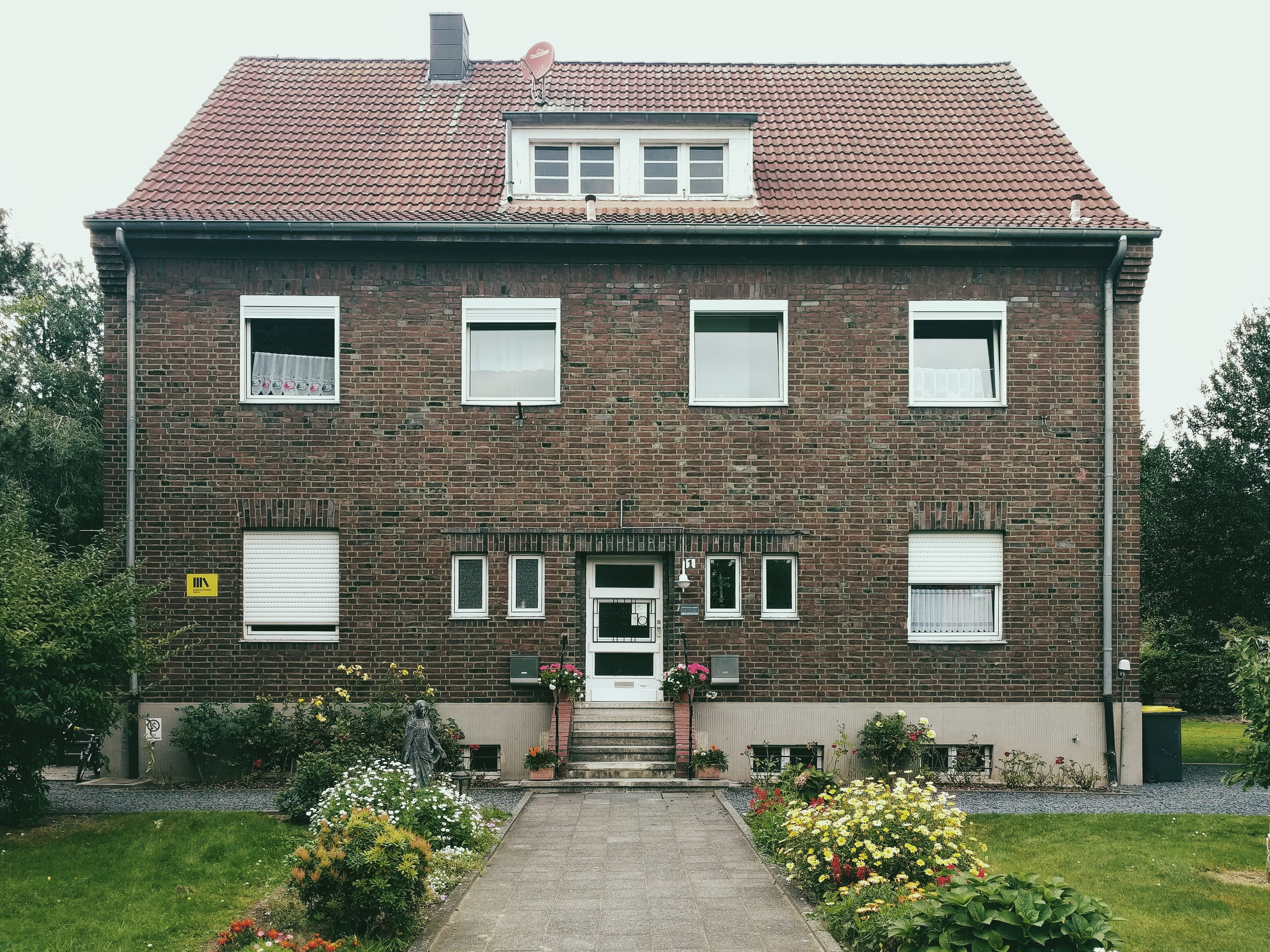
Pfarrhaus in Effeld
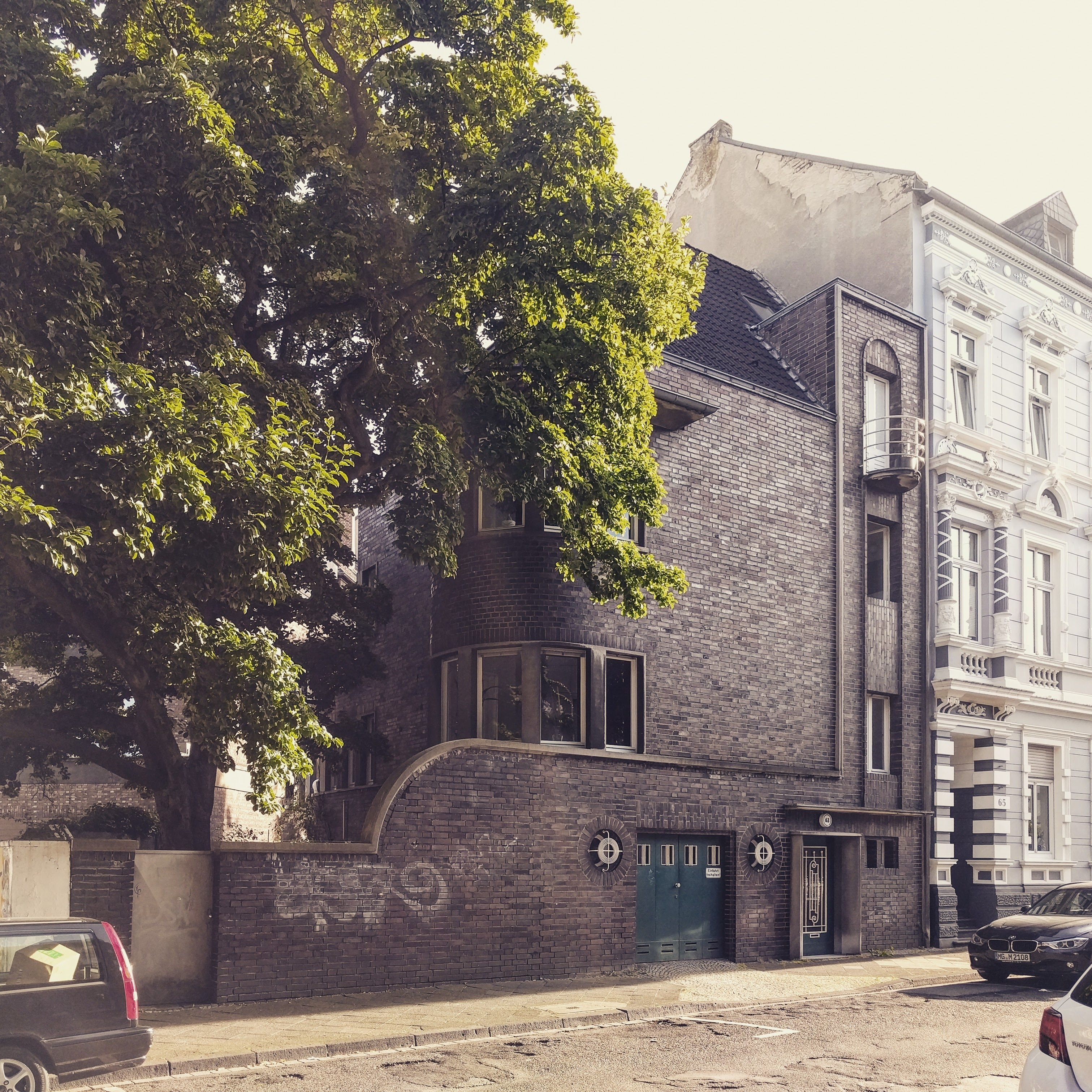
Haus Irskens, Sittardstraße 63
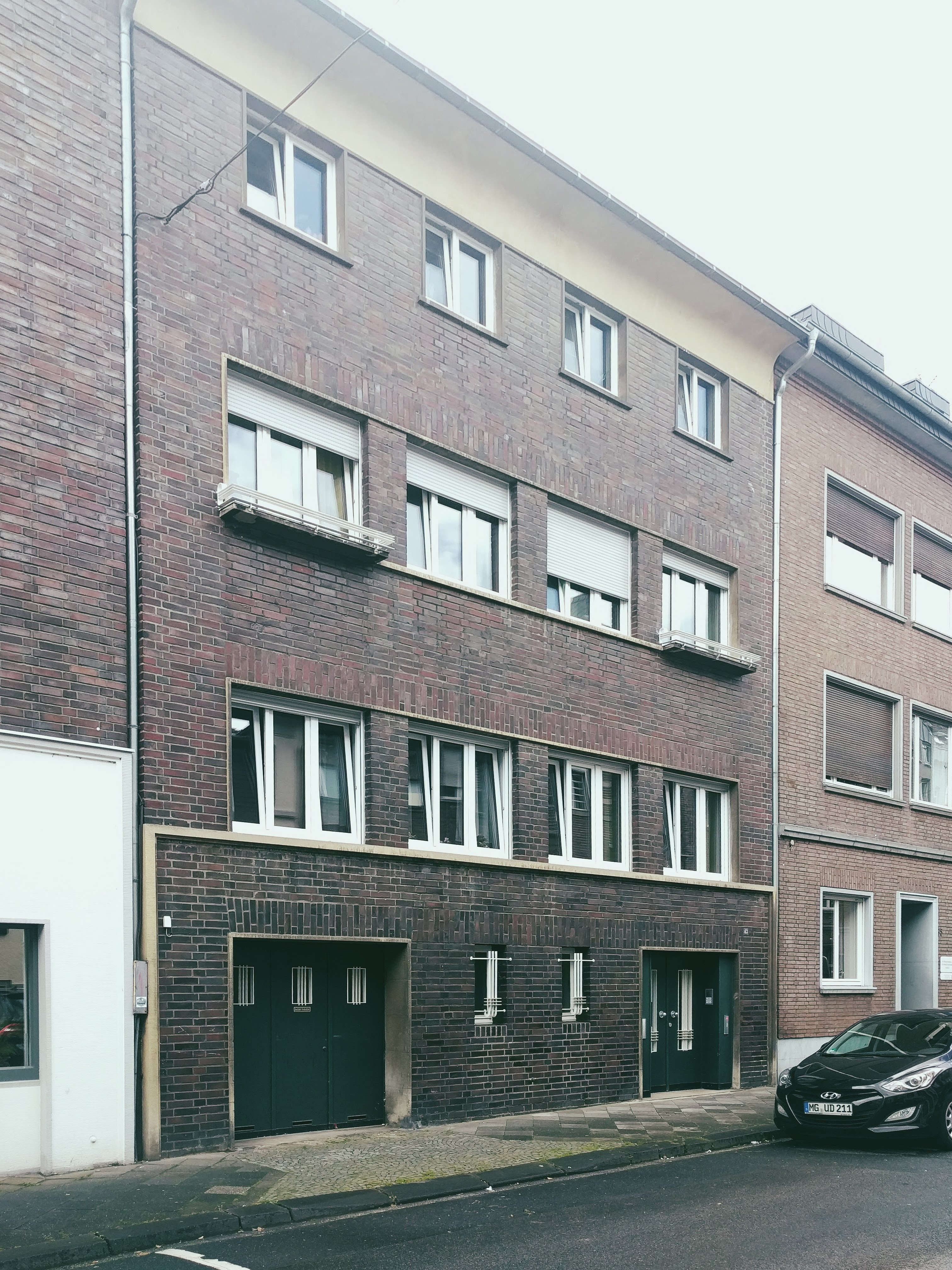
Haus Schillerstraße 63
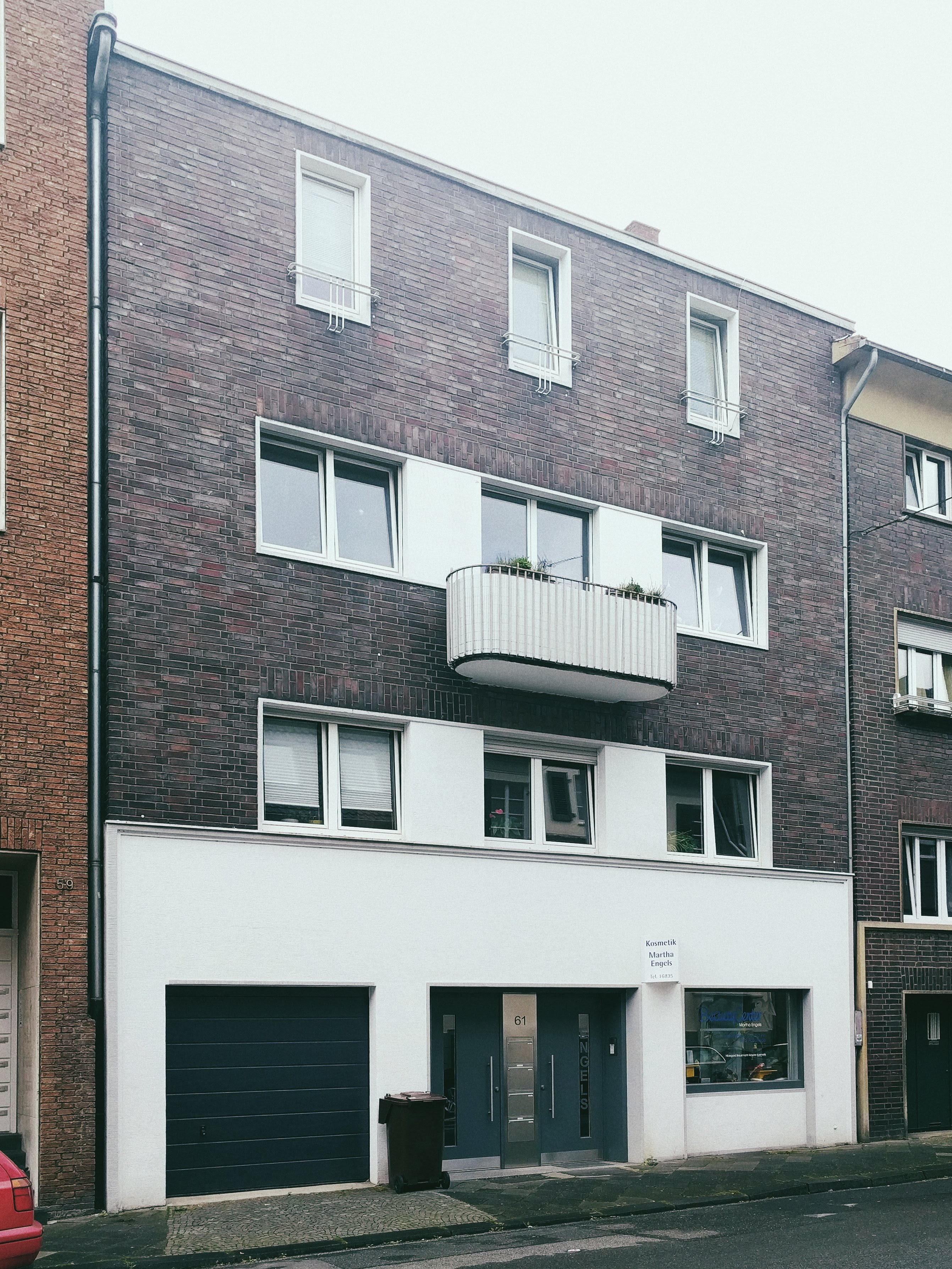
Haus Schillerstraße 61
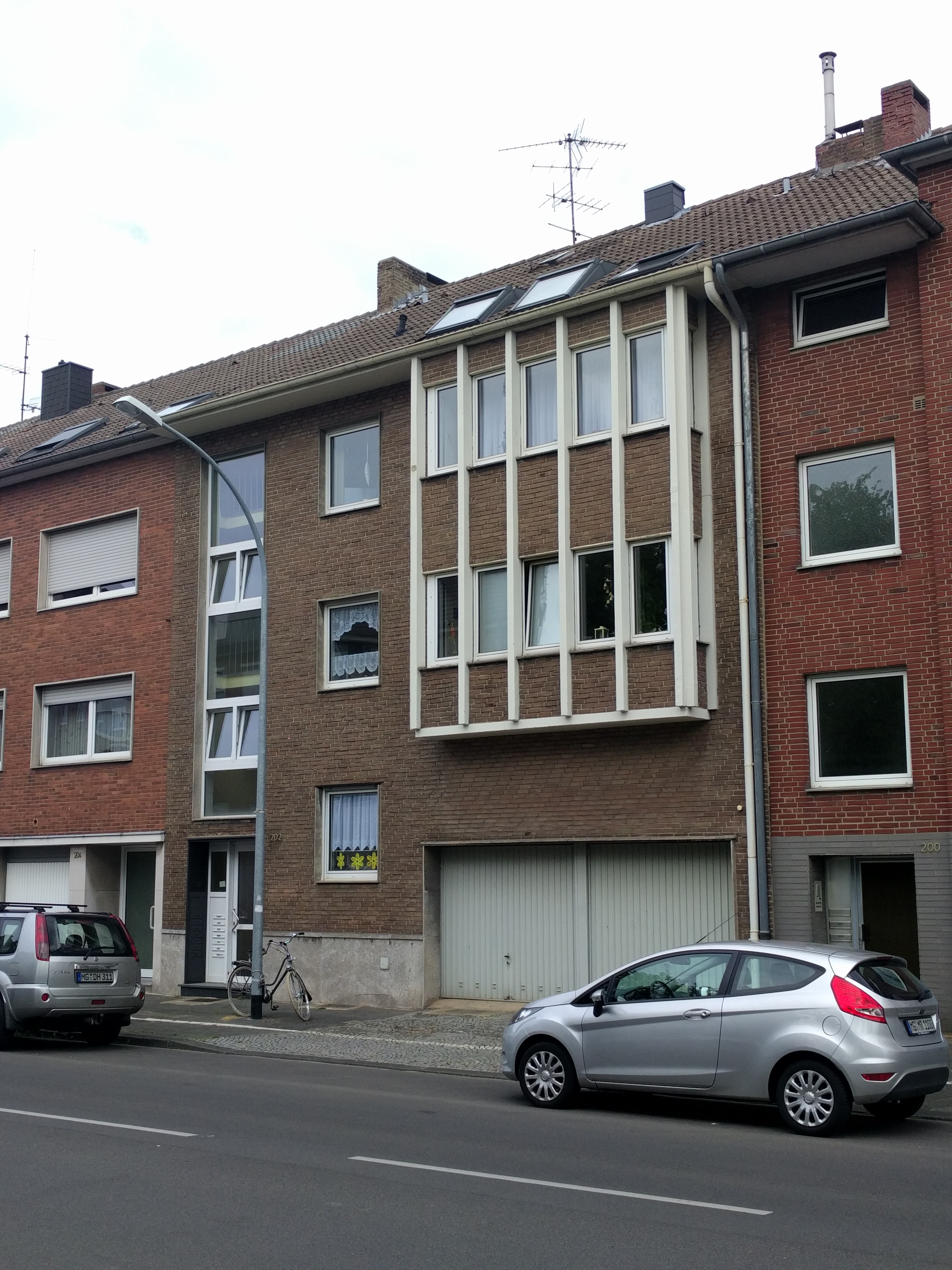
Eigenes Haus Hubert Rademachers, Viersener Straße 202